# Daniel Arenas Martín
Daniel Arenas Martín (Azuaga, provincia de Badajoz, 1945). Actualmente reside en Valencia. Fue catedrático de Bachillerato de Lengua y Literatura Española en el Instituto San Vicente Ferrer de Algemesí, Valencia. Crítico de arte y cofundador de la revista de cine Encadenados. Pintor. Premio Felipe Trigo de novela. Pertenece por edad al grupo poético de los Novísimos o del 68. En Memoria, plantea la ruptura y el desequilibrio producidos por la Guerra Civil y su impacto en la naturaleza y los sentimientos. 

## Obras Publicadas

### Poemarios
- Bosque[1]
- Andenes[2]
- Olas[3]
- Límites.[4]
- Tierra[5]
- Memoria[6]
- Destino/Réquiem/Asombro[7]

### Novela
- Perdón por enseñar.[8]
- Viviré si no me olvidas.[9] Premio Felipe Trigo.
- Dos gardenias para ti.[10] Finalista del Premio Azorín.
- Bajo los árboles azules[11]